# 白衣の男
『白衣の男』（The Man in the White Suit）は、1951年に製作されたSFコメディ映画である。

## 概要
『大いなる遺産』などで知られるイギリス人俳優アレック・ギネスが主演で、『マダムと泥棒』などのライト・コメディ監督として知られるアレクサンダー・マッケンドリックがメガホンを取ったSFコメディ映画である本作。
SFとは言っても仮想の科学という点がフィクションなだけで、近未来や宇宙人などが出てくる訳ではない。原作はロジャー・マクドゥガルの同名戯曲によるもので、汚れない、切れない、擦り減らないという繊維を開発した一人の天才とその発明によって大損を被ると予測して慌てる繊維業界の重鎮らとの騒動を軽快に描いている。
イーリング・スタジオで製作された「イーリング・コメディ」の代表作である。

## あらすじ
繊維工場で働くシドニー・スラットン（アレック・ギネス）は、汚れない擦り減らない繊維の開発に励むがあまり、多額の経費を研究費につぎ込んではそれが知られてクビになるという繰り返しの日々を送っていた。ある日、職業紹介所の紹介でバーンリー工場での仕事を得る。はじめは研究職ではなく工員として働いていたのだが、ひょんなことからバーンリー社長令嬢のダフネ（ジョーン・グリーンウッド）と知り合ったことから自身の研究が注目されることに。さらには社長のお墨付きも得て、度重なる失敗を経た後にようやく「究極の繊維」の開発に成功した。成功の知らせを聞いたバーンリー社長（セシル・パーカー）も大喜びで躍起立ち、いざ商品化する手配を始める。マスコミへのプレスリリースも間近に控えたある日、バーンリーの元へ繊維業界の重鎮であるキールロー卿（アーネスト・テシガー）が部下を連れてやって来る。そしてキールローは、その繊維が一たび商品化されれば、洗わなくても買い換えなくてもいいという理由から繊維業界は未曾有の大損害を被るとバーンリーに警鐘を鳴らす。そして、即刻その繊維の商品化差し止めを行うべく、キールローをはじめとする繊維業界の重役たちはシドニーの口封じに躍起になり始めた。さらにはその繊維の開発を知った工場の工員たちも、そんな繊維が商品化されたら自身の仕事がなくなってしまうとシドニーへの説得を試みる。

## キャスト・スタッフ

### 出演者
- シドニー・ストラットン - アレック・ギネス
- ダフネ・バーンリー - ジョーン・グリーンウッド
- アラン・バーンリー社長 - セシル・パーカー
- マイケル・コーランド - マイケル・ガフ
- ジョン・キールロー卿 - アーネスト・テシガー
- バーサ - ヴィダ・ホープ

### スタッフ
- 監督：アレクサンダー・マッケンドリック
- 原作：ロジャー・マクドゥガル
- 脚本：ジョン・ダイトン、ロジャー・マクドゥガル、ほか
- 音楽：ベンジャミン・フランケル
- 撮影：ダグラス・スローカム